# Margarete Kuhlmann
Margarete "Grete" Kuhlmann (även Margarethe, gift Trenkner), född 9 maj 1915 i Hamburg, Tyskland, död 21 april 2003 i Bristol, USA, var en tysk friidrottare med löpgrenar som huvudgren. Kuhlmann var en pionjär inom damidrott; hon blev guldmedaljör vid den fjärde damolympiaden 1934.

## Biografi
Margarete Kuhlmann föddes 1915 i Hamburg i Tyskland. Hon tävlade i kortdistanslöpning 100 och 200 meter,  spjutkastning och längdhopp samt femkamp. Hon gick med i idrottsföreningen SV St Georg i Hamburg, senare tävlade hon för Hamburger Sport-Verein.
Kuhlmann deltog vid den fjärde damolympiaden 9–11 augusti 1934 i London, under idrottsspelen vann hon guldmedalj med stafettlaget (med Käthe Krauß, Marie Dollinger och Selma Grieme) på 4 x 100 meter och silvermedalj i löpning 60 meter.
1937 tog hon bronsmedalj i löpning 200 meter vid de tyska mästerskapen 24–25 juli i Berlin, 1939 hon tog åter bronsmedalj i samma gren vid mästerskapstävlingarna 8–9 juli i Berlin. Kring 1939 gifte Kuhlmann sig.
1939 kom hon på silverplats i stafettlöpning (med Ilse Schröder, Christa Loch och Elfriede Köhnsen), vid de tyska stafett-mästerskapen 15–16 juli i Darmstadt, vid mästerskapen 1940 vid tävlingar i Berlin 10–11 augusti blev hon tysk mästare i grenen (med Kröger, Elfriede Köhnsen och Christa Loch). Senare emigrerade hon till USA.
Kuhlmann dog 2003 i Bristol, Hardford County i Connecticut; hon ligger begravd på "Prince of Peace Cemetery" i Orkney Springs, Shenandoah County, Virginia.